# Burdeos
Burdeos ist eine philippinische Stadtgemeinde in der Provinz Quezon. Sie hat 26.760 Einwohner (Zensus 1. August 2015). Burdeos liegt auf der Insel Polillo, auf dem Polillo-Archipel im Norden der Bucht von Lamon. Ihre Nachbargemeinden sind Polillo und Panukulan.

## Baranggays
Burdeos ist politisch in 14 Baranggays unterteilt.
- Aluyon
- Amot
- Anibawan
- Bonifacio
- Cabugao
- Cabungalunan
- Calutcot (Kalotkot)
- Caniwan
- Carlagan
- Mabini
- Palasan
- Poblacion
- Rizal
- San Rafael